# Bartolomeo Tromboncino
Bartolomeo Tromboncino (Verona, 1470 — Venecia, después de 1534), fue un compositor italiano del renacimiento. Estuvo al servicio de la Corte de Mantua, bajo la protección de la noble italiana Isabel de Este, gran amante de las artes, posteriormente se trasladó a Venecia, Vicenza, Casale, de nuevo a Mantua entre 1501 y 1513 y Ferrara.
Tras abandonar la Corte de Mantua, estuvo al servicio de Lucrecia Borgia. Antes de 1521 se trasladó a Venecia donde pasó los últimos años de su vida.

## Obra

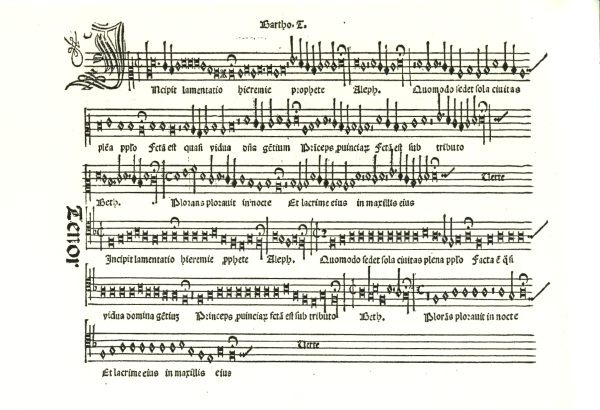
Las Lamentazioni di Geremia de Tromboncino publicada por Petrucci en 1506.

Lo más conocido de su obra es su colección de más de 170 frottolas (canciones a cuatro voces que pueden considerarse antecesoras del madrigal). A pesar de ser instrumentista, pues se sabe que interpretaba con el trombón, circunstancia a la que se debe su nombre de Tromboncino, no existe ninguna pieza suya conservada que tenga carácter instrumental.
También escribió música sacra: diecisiete laudes, un motete y una versión de las Lamentaciones de Jeremías. Estilísticamente, las obras sacras son típicas de la música más conservadora de principios del siglo XVI, utilizando polifonía no imitativa sobre un cantus firmus, alternando secciones con texturas más homofónicas o con canto llano sin adornos.

## Crimen
En el año 1499, asesinó a su esposa tras descubrirla en adulterio.